# Andrzej Podulka

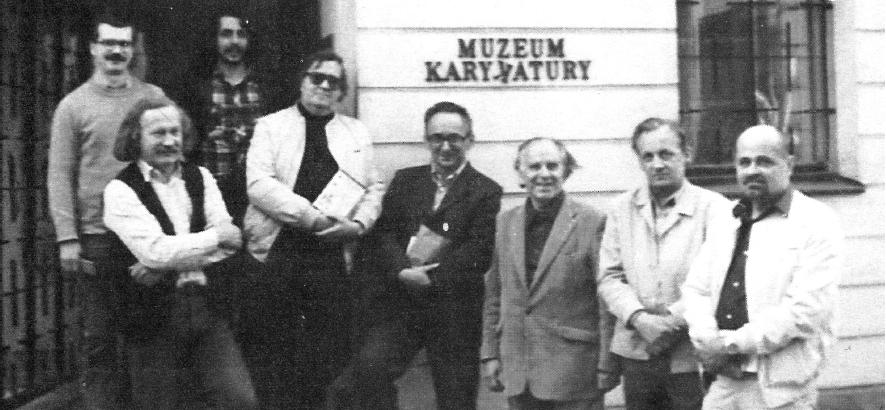
Polscy karykaturzyści: Zygmunt Januszewski, Robert Szecówka, Andrzej Podulka, Juliusz Puchalski, Zbigniew Jujka, Eryk Lipiński, Zbigniew Ziomecki, Julian Bohdanowicz.

Andrzej Podulka (ur. 1951) – polski grafik, karykaturzysta i ilustrator.
Ukończył studia na Wydziale Malarstwa Akademii Sztuk Pięknych w Warszawie. W roku 1974 zadebiutował w miesięczniku „Polska” jako rysownik, w tym samym roku w „Trybunie Ludu” po raz pierwszy zamieszczono karykaturę jego autorstwa. W latach 1974–1990 regularnie publikował w „Sztandarze Młodych”. Jego rysunki ukazywały się też w polskich czasopismach satyrycznych („Szpilki”, „Karuzela”) i społeczno-politycznych („Polityka”, „Kontakty”) oraz w prasie zagranicznej – francuskiej („Lui”, „Studio”, „Club Mondial”, „Harakiri”) oraz niemieckiej („pardon”, „Lui”). W latach 1974–1989, zarówno w Polsce, jak i za granicą, ukazało się ponad 2 tys. jego prac. Rysunki jego autorstwa publikowano w Kanadzie, Australii, Nowej Zelandii, Japonii, USA, Norwegii, Szwecji, Danii, Niemczech, Belgii, Holandii, Czechach i Słowacji, Bułgarii, Turcji, na Łotwie, Węgrzech oraz we Francji i Włoszech.
Jest członkiem stowarzyszenia Cartoonists & Writers Sindicate – New York. Od 1990 roku dystrybucją jego rysunków na terenie Europy zajmuje się agencja Eurocartoon. W 1987 roku, jako jeden z czterech polskich rysowników, został zaproszony przez burmistrza Frankfurtu na Europejskie Spotkanie Rysowników.
W 1992 roku założył firmę wydawniczą PodulkaStudio, której jest właścicielem. Pełni również funkcję redaktora naczelnego wydawanych przez siebie periodyków humorystyczno-satyrycznych: „Świeże dowcipy prosto z komputera” (ukazujący się od 1994 roku), „Ale jaja” (dwumiesięcznik wychodzący od 1995, oprócz dowcipów zamieszczane są w nim wywiady z ludźmi kultury oraz prezentowane są sylwetki rysowników), „Coś z dowcipami” (dwumiesięcznik wychodzący od 1997).

## Nagrody
- Brązowa Szpilka (1982)[1]
- Srebrna Szpilka (1984)[1]

## Wystawy

### Indywidualne
- Andrzej Podulka – 30 lat rysowania. Od piórka do komputera (2004, Muzeum Karykatury w Warszawie)[1]

### Zbiorowe
- Politycy w Kamienicy (2009, Teatr Kamienica w Warszawie; prace członków Stowarzyszenia Polskich Artystów Karykatury)[3]
- 20 lat wSPAK (2008, Muzeum Karykatury w Warszawie)[4]
- Uśmiech Akademii. W kręgu Henryka Tomaszewskiego, jego uczniów, następców i przyjaciół (2005, Muzeum Karykatury w Warszawie; wystawa w stulecie warszawskiej ASP)[5]
- Panorama Karykatury Polskiej 1945-1998 (1998, Muzeum Karykatury w Warszawie)[1]
- Rysownicy „Polityki” 1957-1997 (1997, Muzeum Karykatury w Warszawie)[1]